# Frederik Munking Ketteler

Wapen Kettler / von Ketteler

Frederik Munking Ketteler (Herdringen, ca. 1380 - 16 oktober 1462) heer van Borghausen. Hij was een zoon van Conrad I Munking Kettler en Sophia NN.
Hij erfde in 1423 het goed Borghausen van zijn broer Conrad. 
Kettler trouwde in 1419 met Hilleke Benkamp von Melschede (ca. 1395-). Zij was een dochter van Hermann Benkamp von Melschede bewoner van het Schloss Melschede te Langscheid (ca. 1365-) en Elisabeth von Hake.
Zijn schoonmoeder stamt uit het tot de Duitse Uradel geslacht von Hake.
Uit zijn huwelijk zijn de volgende kinderen geboren:
- Cord Ketteler (1418-1499)

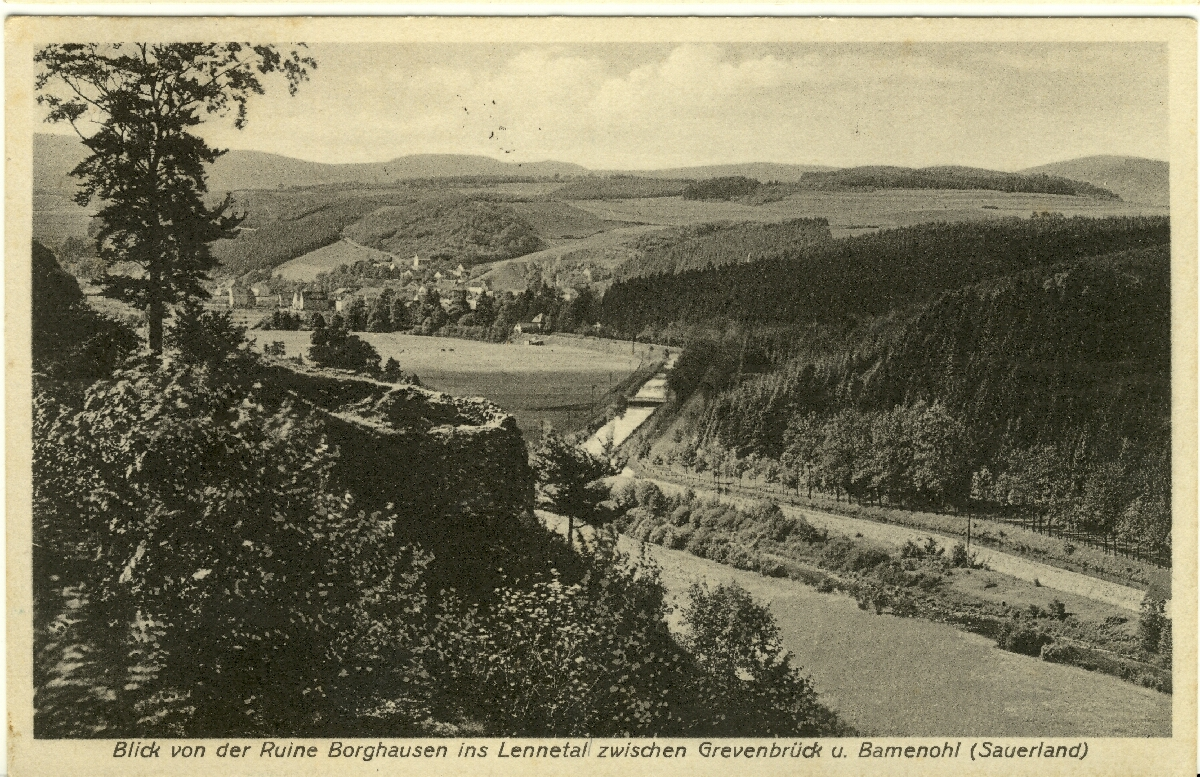
Burg Borghausen
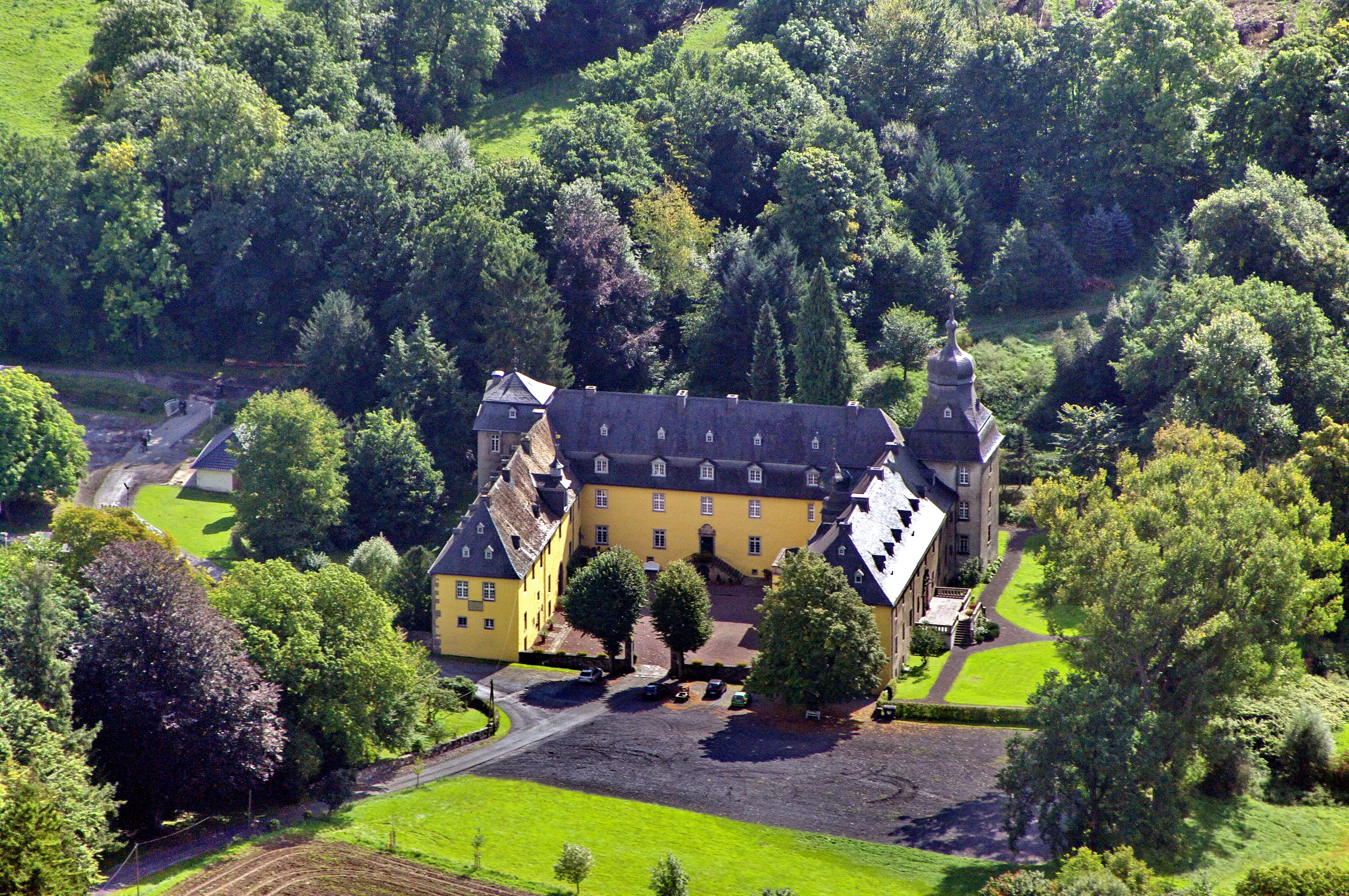
Schloss Melschede (2008)
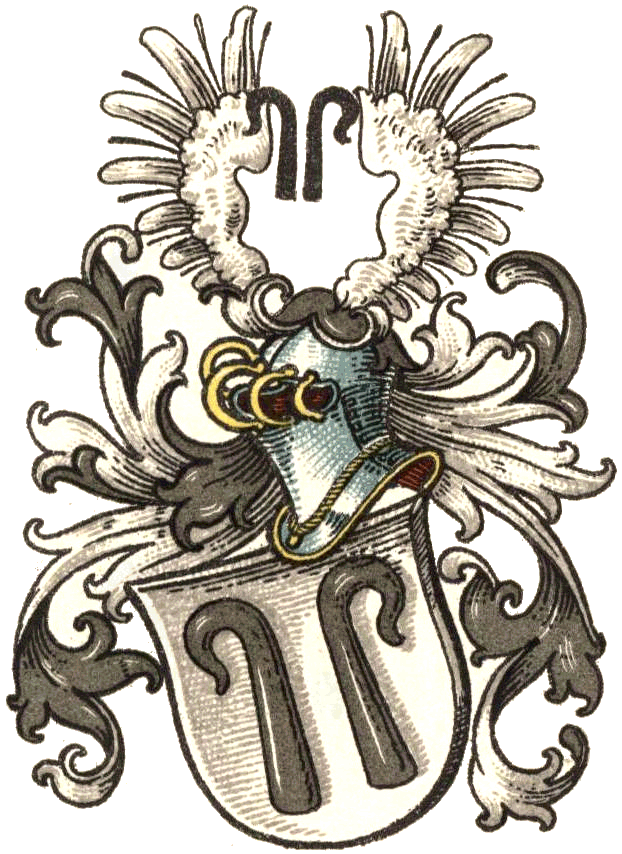
Wapen von Hake